# Baron (Skottland)

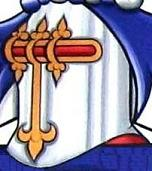
En baronhjälm markerar inom skotsk heraldik baronvärdigheten.

Baron var i Skottland före 2004 en lågadlig titel vilken följde med äganderätten till ett baroni. Sedan 2004 är det en adelstitel som i sig är immateriell egendom utan förbindelse med ett visst jordägande. Som sådan kan den fritt köpas och säljas. Denna titel får inte förväxlas med den engelska barontiteln vilken är en pärsvärdighet.

## Innehav
Före 2004 var baron en titel som följde med äganderätten till ett gods vilket innehades direkt från kronan eller från Skottlands rikshovmästare och som uttryckligen hade upphöjts till baroni. Titeln följde med baroniet och om baroniet såldes övergick titeln på den nye ägaren. Hade baroniet avstyckats följde titeln med den fastighet på vilken baroniets caput eller huvudsäte, normalt ett slott, borg eller herrgård var uppförd. 2004 avskaffade det skotska parlamentet alla former av feodalt jordägande och baron blev en titel som i sig är immateriell egendom utan förbindelse med ett visst jordägande. Som egendom kan den fritt köpas och säljas.

## Rangordning
Baron är i Skottland en lågadlig titel. Den får inte förväxlas med den engelska barontiteln, vilken är en pärsvärdighet och i Skottland motsvaras av Lord of Parliament. Den skotska rangordningen under pärer är baroneter, riddare, baroner, lairder, esquires, gentlemän.

## Namnformer
En skotsk baron som inte innehar en högre värdighet använder vanligen namnformen N.N. of [baroniets namn] eller N.N. of [baroniets namn], Baron of [baroniets namn] men några av de äldsta familjerna använder enbart formen N.N. of [baroniets namn]. En baron har rätt till hederstiteln The Much Honoured. En manlig arvinge har rätt att bära titeln The Younger i förkortad form efter sitt namn; N.N. of [baroniets namn], yr. En kvinnlig arvinge bär titeln Maid of [baroniets namn] efter sitt namn.